# Desenzano del Garda
Desenzano del Garda – miasto i gmina we Włoszech, w regionie Lombardia, w prowincji Brescia.
Popularny kurort turystyczny. W mieście znajdują się plaże, zabytkowe centrum, port promów pasażerskich, liczne hotele i kempingi.
W mieście urodziła się św. Aniela Merici (1474-1540) założycielka urszulanek.